# Tranemo (đô thị)
Đô thị Tranemo (Tranemo kommun) là một đô thị ở hạt Västra Götaland phía tây Thụy Điển. Thủ phủ là thành phố Tranemo.
Có 12 đơn vị đô thị gốc (đến thời điểm năm 1863) trong khu vực này. Cuộc cải cách đô thị năm 1952 đã tạo ra 4 đô thị lớn hơn, cuộc cải cách tiếp theo được tiến hành 2 giai đoạn vào năm 1967 và năm 1974, tạo lập nên đô thị hiện nay.
Tên gọi lấy từ loài chim Trana, có nghĩa là sếu.

## Các trung tâm dân cư
Dưới đây là các khu vực thành thị của đô thị Tranemo, dân số từ 2004-06:
- Tranemo 	3.205
- Limmared 	1.775
- Länghem 	1.178
- Dalstorp 	824
- Grimsås 	779
- Ambjörnarp 	310
- Ljungsarp 	274
- Uddebo 	263
- Sjötofta 	239
- Nittorp 	211